# The Rule of Jenny Pen
The Rule of Jenny Pen és una pel·lícula de terror psicològic de Nova Zelanda del 2024 basat en el conte homònim d'Owen Marshall. Dirigida per James Ashcroft i escrita per Ashcroft i Eli Kent, és protagonitzada per John Lithgow, Geoffrey Rush i George Henare. La pel·lícula es va estrenar als Estats Units el 7 de març de 2025. S'ha subtitulat al català.

## Argument
Un jutge d'edat avançada, Stefan Mortensen, dicta sentència al jutjat i després s'ensorra. Un ictus el deixa parcialment immòbil, i se'n va a viure a una llar d'avis. Allà coneix un altre resident, Howie, bevent i fumant fora. El gat de la llar, considerat com un presagi de mort, vigila a prop. Howie deixa caure el seu cigarret, que li encén la roba, i l'Stefan el veu com crema.
Stefan comparteix dormitori amb l'antic jugador de rugbi Tony Garfield. Un altre resident, Dave Crealy, intimida i aterroritza els residents. En Dave visita Stefan i Tony a la nit per amenaçar-los, una vegada llançant una ampolla d'orina sobre Stefan. En Dave porta un titella de mà anomenada Jenny Pen, que utilitza per a la seva intimidació i obliga els altres homes a arrossegar-s'hi.
Al principi, Stefan creu que es recuperarà de l'ictus i tornarà a casa, però s'adona que això no passarà i el seu estat empitjorarà. Intenta ofegar-se al bany, però entra en pànic i s'agafa a les baranes, i se salva quan un auxiliar l'ajuda a asseure's. L'Stefan descobreix, mirant fotos antigues del personal, que el Dave porta dècades a la residència, primer quan era jove que hi treballava.
Una nit, Dave porta a Joyce, una dona gran amb demència, fora d'una porta segura. Vaga a la nit, buscant la seva família, i la troben morta en un bassal. L'Stefan intenta enfrontar-se a l'assetjament constant i, sense èxit, intenta desactivar el Dave buidant els seus inhaladors d'asma.
Tony inicialment s'amaga davant Dave, sense voler causar problemes o que la seva família pensi que és "patètic" fent una queixa. Però veient l'exemple d'Stefan, Tony decideix enfrontar-se a Dave, desafiant-lo amb un haka al menjador. Stefan i Tony treballen junts per atraure en Dave a un safareig aïllat. Allà l'ataquen i aconsegueixen ofegar-lo. La pau arriba als residents de la residència i el gat comença a interessar-se per Stefan.

## Repartiment
- Geoffrey Rush com Stefan Mortensen
- John Lithgow com a Dave Crealy
- George Henare com Tony Garfield
- Ian Mune com Howie Wicker
- Thomas Sainbury com a curador Mike
- Maaka Pohatu com el Dr Neels
- Holly Shanahan com a Madeline Shepard
- Paolo Rotondo com a Psicòleg
- Ginette McDonald com a Sally Pile
- Hilary Norris com a Eunice Joyce
- Anapela Polataivao com a curadora Jasmine
- Nathaniel Lees com a Sonny Ausage

## Producció
L'any 2023, es va anunciar que Geoffrey Rush protagonitzaria el thriller psicològic al costat de John Lithgow. És una adaptació de la història curta d'Owen Marshall, que va aparèixer com a figurant a la pel·lícula.
The Rule of Jenny Pen es va rodar a Taupō, Wellington i Lower Hutt, Nova Zelanda, l'any 2023. El resort Wairakei prop de Taupō es va utilitzar per a l'entorn de la casa de descans.

## Estrena
La pel·lícula es va projectar al Fantastic Fest el 19 de setembre de 2024, i al LVII Festival Internacional de Cinema Fantàstic de Catalunya l'octubre de 2024. El setembre de 2024, la pel·lícula va ser adquirida per IFC Films / Shudder per a la seva distribució a Amèrica del Nord. Va ser llançat el 7 de març de 2025 a Nova Zelanda i Austràlia per Galaxy Pictures, un segell de distribució creat per l'australià Rialto i el britànic Vertigo Releasing. La pel·lícula es va estrenar el 7 de març als Estats Units, i una setmana més tard al Regne Unit el 14 de març. La pel·lícula es va estrenar a Shudder i AMC+ el 28 de març de 2025.

## Recepció
Al lloc web de l'agregador de ressenyes Rotten Tomatoes, el 71% de les 91 crítiques són positives, amb una valoració mitjana de 6,6/10. El consens del lloc web diu: "L'actuació aterridorament descoberta de John Lithgow regna sobre The Rule of Jenny Pen, un refredador desagradable que al seu torn és monòton i inquietant". Metacritic, que utilitza una mitjana ponderada, va assignar a la pel·lícula una puntuació de 66 sobre 100, basant-se en 20 ressenyes que indiquen crítiques "generalment favorables".
El crític Alex Billington de FirstShowing va descriure la pel·lícula com "un clàssic de terror instantani". El novel·lista de terror Stephen King la va descriure com "una de les millors pel·lícules que he vist aquest any". The Guardian la va anomenar una "història fortament maliciosa de maltractaments a persones grans".

## Premis
Ashcroft va guanyar el millor director al Fantastic Fest d'Austin el setembre de 2024. Lithgow i Rush van compartir el premi al millor actor al Festival de Cinema de Sitges  l'octubre de 2024.